# Dekanaty Kościoła Polskokatolickiego w RP
Dekanaty Kościoła Polskokatolickiego w RP – niższe jednostki administracyjne Kościoła, składające się z kilku (nie mniej niż pięć) lub kilkunastu parafii – w Kościele Polskokatolickim średnio 6,5 parafii. Dekanaty powołuje ordynariusz diecezji, a na jego czele stoi dziekan (prezbiter) (w większych dekanatach posiada zastępcę – wicedziekana), który urzęduje w kancelarii dekanatu. Siedziba dekanatu jest zależna od miejsca rezydowania dziekana.

## Historia
Od momentu powstania pierwszej parafii PNKK w Polsce w 1921, aż do 1961 nie istniał praktycznie żaden podział Kościoła na struktury wyższego rzędu (diecezje).
Pierwsza próba zorganizowania znormalizowanej struktury ponadparafialnej pojawia się w latach 30 XX wieku, wyróżnia się wtedy działalność pięciu dekanatów – okręgów: krakowskiego, kieleckiego, lubelskiego, warszawskiego oraz wielkopolskiego.
Po II wojnie światowej kilkakrotnie zmieniała się struktura administracyjna Kościoła Polskokatolickiego (do 1951 r.: Polski Narodowy Kościół Katolicki), według spisu przedłożonego przez Kościół władzom w 1945 Kościół podzielony był na 6 okręgów: warszawski, kielecki, chełmski, lubelski, małopolski i wielkopolski. W 1951 nastąpiła likwidacja okręgów, a w ich miejsce zawiązano dekanaty tj. warszawski, kielecki, krakowski, wrocławski, bydgoski, lubelski i chełmski. W 1952 dekanat warszawski przemianowano na centralny, krakowski na małopolski, bydgoski na pomorski, a wrocławski na śląski. W 1954 przeprowadzono centralizację struktury administracyjnej Kościoła Polskokatolickiego dzieląc sam Kościół na cztery dekanaty: centralny, lubelski, śląsko-małopolski i pomorski. Rok 1957 przyniósł kolejną reformę administracyjną, powrócono do podziału na 7 dekanatów, rok później było ich już tylko 6: centralny, lubelski, chełmski, krakowski oraz wrocławski.
Kiedy wydawało się, że powyższy podział przetrwa dłuższy czas, postanowiono na nowo ulepszyć strukturę administracyjną Kościoła Polskokatolickiego. Decyzja w tej sprawie zapadła pod koniec 1959, natomiast weszła w życie na początku kolejnego, kiedy bp Maksymilian Rode powiadomił księży o nowym podziale administracyjnym na 11 dekanatów. W 1961 na mocy dekretu wydanego 23 marca bp Rode doprowadził do utworzenia trzech jednostek wyższego rzędu tj. diecezji. Archidiecezja warszawska składała się z dekanatów: warszawskiego, lubelskiego, zamojskiego, bydgoskiego i gdańskiego; diecezja wrocławska składała się z dekanatów: wrocławsko-opolskiego, poznańsko-zielonogórskiego i szczecińsko-koszalińskiego; w skład diecezji wrocławskiej weszły dekanaty krakowski, bolesławski, kielecki i rzeszowski.
Na początku XXI wieku w konsekwencji reformy administracyjnej Polski (1999) oraz spadającej liczby parafii przeprowadzono długo oczekiwaną reformę podziału dekanalnego Kościoła Polskokatolickiego, w wyniku której uległy likwidacji dekanaty z siedzibą w: Boguszowie-Gorcach, Bolesławiu, Elblągu, Gdańsku, Lesznie, Łodzi, Majdanie Leśniowskim, Ostrowie Wielkopolskim, Tarnogórze, Warszawie i Żarach. W 2009 zlikwidowano dekanat szczecińsko-gorzowski, tworząc dekanat pomorsko-wielkopolski.

## Dekanaty
Obecnie w trzech diecezjach Kościoła Polskokatolickiego w RP: warszawskiej (WAR), krakowsko-częstochowskiej (KCZ) oraz wrocławskiej (WRO) istnieje 12 dekanatów:
- dolnośląski (WRO), z siedzibą we Boguszowie-Gorcach; dziekan: ks. dziek. mgr Bogusław Kropielnicki
- śląski (KCZ), z siedzibą w Krzykawie-Małobądzu; dziekan: ks. dziek. mgr Tadeusz Budacz
- kielecki (KCZ), z siedzibą w Ostrowcu Świętokrzyskim; dziekan: ks. dziek. mgr. Paweł Walczyński
- krakowski (KCZ), z siedzibą w Krakowie; dziekan: ks. dziek. mgr Piotr Własinowicz
- lubelsko-chełmski (WAR), z siedzibą w Chełmie; dziekan: ks. dziek. mgr Ryszard Walczyński
- lubuski (WRO), z siedzibą w Żaganiu; dziekan: ks. dziek. Stanisław Stawowczyk
- podkarpacki (KCZ), z siedzibą w Bażanówce; dziekan: ks. dziek. mgr Andrzej Pastuszek
- pomorsko-wielkopolski (WRO), z siedzibą w Stargardzie; dziekan: ks. Adam Bożacki
- pomorsko-warmiński (WAR), z siedzibą w Bydgoszczy; dziekan: ks. dziek. dr hab. Mirosław A. Michalski, prof. ChAT
- warszawsko-łódzki (WAR), z siedzibą w Bolesławiu; dziekan: ks. dziek. mgr Leszek Kołodziejczyk
- zamojski (WAR), z siedzibą w Majdanie Nepryskim; dziekan: ks. dziek. dr Mieczysław Piątek
- żółkiewski (WAR), z siedzibą w Żółkiewce; dziekan: ks. dziek. mgr Kamil Wołyński